# یانا کوبیچکووا-پوسنرووا
یانا کوبیچکووا-پوسنرووا (چکی: Jana Kubičková-Posnerová؛ زادهٔ ۹ ژانویهٔ ۱۹۴۵) ژیمناست هنری اهل چکسلواکی بود.